# Oberonia sinuosa
Oberonia sinuosa är en orkidéart som beskrevs av Henry Nicholas Ridley. Oberonia sinuosa ingår i släktet Oberonia och familjen orkidéer. Inga underarter finns listade i Catalogue of Life.